# Belagerung von Abadan
Irakische Invasion (1980)

Entegham – Kaman 99 – Chorramschahr – Sultan 10 – Scorch Sword – Abadan – Kafka – Ashkan – Morwarid – Dezful
Pattsituation (1981)

Tavakol – Susangerd – H-3
Iranische Offensiven zur Befreiung iranischen Territoriums (1981–82)

Samen-ol-A'emeh – Tariq al-Qods – Fath ol-Mobin – Beit ol-Moqaddas – Rückeroberung Chorramschahrs
Iranische Offensiven im Irak (1982–84)

Ramadan/1. Basra – Moslem Ibn Aqil – Muharram ol-Harram – Morgenröte 1 – Morgenröte 2 – Morgenröte 3 – Morgenröte 4 – Morgenröte 5/2. Basra – Kheibar/3. Basra – Kurdenaufstand – Morgenröte 6 – Morgenröte 7 – Hawizeh-Marschland
Iranische Offensiven im Irak (1985–87)

Badr/4. Basra – Morgenröte 8 – 1. al-Faw – Morgenröte 9 – Karbala 1 – Karbala 2 – Karbala 3 – Fath 1 – Karbala 4/5. Basra – Karbala 5/6. Basra – Karbala 6 – Karbala 7 – Karbala 8/7. Basra – Karbala 9 – Karbala10 – Nasr 4
Letztes Kriegsjahr (1988)

Beit ol-Moqaddas 2 – Anfal – Halabdscha – Zafar 7 – Tawakalna ala Allah – 2. al-Faw – Shining Sun – 40 Sterne – Mersad
Tankerkrieg

Earnest Will – Prime Chance – Eager Glacier – Nimble Archer – Praying Mantis
Internationale Vorfälle

Stark – Iran-Air-Flug 655

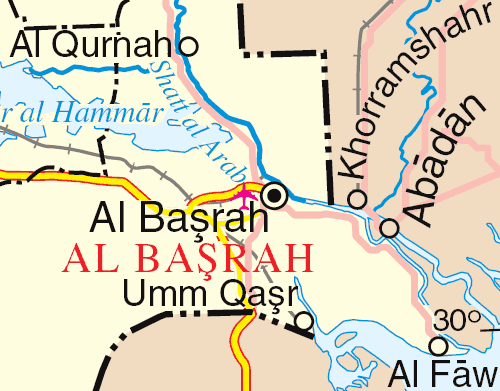
Lage von Abadan

Die Belagerung von Abadan von 1980 bis 1981 war eine größere Operation im Iran-Irak-Krieg.

## Vorgeschichte
Im September 1980 hatte der irakische Präsident Saddam Hussein einen Überraschungsangriff gegen den Iran durchgeführt und war auf breiter Front in iranisches Staatsgebiet eingedrungen. Der ursprüngliche irakische Plan sah vor, die Stadt Abadan mit einer Panzerdivision, die von Bagdad aus aufbrach, einzunehmen. Diese Abteilung umfasste 500 bis 600 Panzer und 20.000 Soldaten.

## Verlauf
Am 3. November erreichten die irakischen Streitkräfte die iranische Stadt Abadan am Schatt al-Arab. Der dortige Widerstand erwies sich als zu stark, so dass die Iraker Verstärkung anfordern mussten. Eine zweite, geschwächte Panzerdivision mit einer Stärke von etwa 4.500 Mann und 200 Panzern wurde entsandt, um die Stadt von Nordosten her einzukreisen. Die beiden irakischen Divisionen waren mit einer unbekannten Anzahl von iranischen Truppen konfrontiert. Die wahrscheinlichsten Quellen gehen davon aus, dass eine einzige Brigade mit Unterstützung von zwei operativen Reserven Chorramschahr verteidigt hat.
Obwohl die Iraker von den iranischen Pasdaran-Einheiten zurückgeschlagen wurden, schafften sie es, Teile der Stadt einzunehmen. Trotzdem gelang es den Irakern nicht, den erbitterten Widerstand zu überwinden; Teile der Stadt blieben unter iranischer Kontrolle. Die Iraker hielten die Belagerung mehrere Monate aufrecht, konnten die Stadt aber niemals vollständig erobern. Ein Großteil der Stadt, einschließlich der Öl-Raffinerie, wurde durch die Folgen der Belagerung stark beschädigt oder zerstört. Die irakischen Streitkräfte beendeten die Belagerung im September 1981.